# Ögsjön (Nordmarks socken, Värmland)
Ögsjön är en sjö i Filipstads kommun i Värmland och ingår i Göta älvs huvudavrinningsområde. Sjön har en area på 0,866 kvadratkilometer och ligger 246,1 meter över havet. Sjön avvattnas av vattendraget Ögsjöbäcken.

## Delavrinningsområde
Ögsjön ingår i det delavrinningsområde (664775-140285) som SMHI kallar för Utloppet av Ögsjön. Medelhöjden är 263 meter över havet och ytan är 4,71 kvadratkilometer. Det finns inga avrinningsområden uppströms utan avrinningsområdet är högsta punkten. Ögsjöbäcken som avvattnar avrinningsområdet har biflödesordning 6, vilket innebär att vattnet flödar genom totalt 6 vattendrag innan det når havet efter 384 kilometer. Avrinningsområdet består mestadels av skog (74 procent). Avrinningsområdet har 0,87 kvadratkilometer vattenytor vilket ger det en sjöprocent på 18,3 procent.